# Ngụy thư Giacôbê
Phúc Âm theo Giacôbê hay Tin Mừng của Giacôbê còn được gọi là Tin Mừng Thời thơ ấu của Giacôbê hoặc Thủ quyển Phúc Âm thư của Giacôbê, là một Phúc Âm ngoại điển có lẽ được viết khoảng năm 145 trình bày một câu chuyện liên quan đến sự ra đời và sự dạy dỗ của Đức Mẹ Maria. Nó là nguồn gốc lâu đời nhất để khẳng định sự đồng trinh của Đức Maria không chỉ có trước nhưng cả trong (và sau) sự ra đời của Chúa Giêsu. Các bản thảo cổ xưa còn lưu lại về cuốn sách có tiêu đề khác nhau, bao gồm "Sự ra đời của Đức Maria", "Các câu chuyện về sự sinh ra Đức Mẹ Maria, Mẹ Thiên Chúa, "và" Sự ra đời của Mẹ Maria;. Các Khải Huyền của James"". Phúc Âm ngoại điển này xứng đáng được gọi là Phúc Âm Đức Maria vì là "văn phẩm Kitô giáo đầu tiên quan tâm đặc biệt về cuộc đời Đức Maria."
Nhiều chi tiết của tác phẩm này còn là tiền đề được khai triển trong các nghệ phẩm và văn chương Thánh Mẫu qua nhiều thế kỷ như: Đức Maria thuộc dòng dõi vua Đavít, Việc ra đời kỳ lạ của Mẹ Maria, "Các anh em của Chúa" là con cái của Thánh Giuse với người vợ trước và biến cố Truyền Tin xảy ra tại Giêrusalem. Tác phẩm này cũng đã mở đường cho việc thiết lập ba lễ: Đức Maria Đầu Thai, Sinh Nhật Đức Maria và Lễ Đức Maria dâng mình vào đền thờ.
Tác phẩm này đề cập đến các sự kiện:
- Sự ra đời kỳ diệu của Đức Maria sau khi một sứ Thần được sai đến loan báo cho hai vợ chồng đã cao tuổi là Gioakim và Anna.
- Đức Maria dâng mình trong Đền Thờ lúc ba tuổi.
- Cuộc đính hôn giữa Đức Maria với Thánh Giuse, một người cao tuổi cùng sắp hàng chung với các thanh niên. Tất cả đều ước mong được kết duyên cùng Đức Maria nhưng Thánh Giuse đã được diễm phúc ấy qua một dấu lạ Thiên Chúa ưu ái ban cho Ngài.
- Sự kiện Truyền Tin với nhiều chi tiết như việc Đức Maria đã gặp sứ thần Gabriel hai lần. Lần đầu khi Mẹ đang lấy nước bên bờ giếng, và lần thứ hai khi Mẹ đang xe chỉ ở nhà.
- Nỗi nghi nan của Thánh Giuse.
- Biến cố Chúa Giêsu chào đời trong một hang đá ngoài thành Bêlem.
- Bà đỡ minh chứng Đức Maria vẫn còn đồng trinh và chứng cứ của Mẹ được Thầy Cả Thượng Tế công nhận.
- Cuộc tàn sát các trẻ sơ sinh vô tội và trẻ Gioan Tẩy Giả thoát được cơn thịnh nộ của vua Hêrôđê;
- Ông Dacaria bị lính của vua Hêrôđê giết hại.